# Ti si život moj
Ti si život moj je osmi album hrvatskog pjevača Dražena Zečića.
Izdan je 2001. kod izdavača Croatie Records. U Hrvatskoj je album prodan u platinastoj nakladi.

## Popis pjesama
1. Malo je
2. Doviđenja cvijete moj
3. Ti si život moj
4. Živim, živim
5. Da li ćeš se sjetit'
6. Kad preko mora
7. Na staroj sam adresi
8. Zagrli me noćas jače
9. Volim samo nju
10. Nemoj priznat ljudima

1. ↑  Dražen Zečić- JEDAN OD NAJPRODAVANIJIH IZVOĐAČA. Inačica izvorne stranice arhivirana 5. lipnja 2017. Pristupljeno 13. svibnja 2025.CS1 održavanje: bot: nepoznat status originalnog URL-a (link)